# Ужвентское староство
Ужвентское староство (лит. Užvenčio seniūnija) — одно из 11 староств Кельмеского района, Шяуляйского уезда Литвы. Административный центр — город Ужвентис.

## География
Расположено на Жемайтской водораздельной гряде и Средне-Жемайтском плато (северо-восточная часть) Жемайтской возвышенности, в центрально-западной части Литвы, на западе Кельмеского района.
Граничит с Шаукенайским староством на востоке и севере, Вайгувским — на юго-востоке, Кражяйским — на юге, Упинским староством Тельшяйского района — на севере, а также Луокеским и Варняйским староствами Тельшяйского района — на западе.

## Население
Ужвентское староство включает в себя город Ужвентис, 83 деревни и 1 хутор.